# Σ-pierścień
σ-pierścień – niepusta rodzina zbiorów {\displaystyle {\mathcal {R}}} zamknięta ze względu na przeliczalne sumy i dopełnienia, tzn.
- {\displaystyle \bigcup _{n=1}^{\infty }A_{n}\in {\mathcal {R}},{\mbox{ gdy }}A_{n}\in {\mathcal {R}}{\mbox{ dla wszystkich }}n\in \mathbb {N} ;}
- {\displaystyle A\setminus B\in {\mathcal {R}},{\mbox{ gdy }}A,B\in {\mathcal {R}}.}

## Własności
Z powyższych dwóch własności wynika wprost, iż
{\displaystyle \bigcap _{n=1}^{\infty }A_{n}\in {\mathcal {R}},{\mbox{ gdy }}A_{n}\in {\mathcal {R}}{\mbox{ dla wszystkich }}n\in \mathbb {N} }
ponieważ
{\displaystyle \bigcap _{n=1}^{\infty }A_{n}=A_{1}\setminus \bigcup _{n=1}^{\infty }(A_{1}\setminus A_{n}).}
Jeżeli pierwszą własność osłabi się do zamknięcia ze względu na skończone sumy, tzn.
{\displaystyle A\cup B\in {\mathcal {R}},{\mbox{ o ile tylko }}A,B\in {\mathcal {R}},}
ale nie na przeliczalne, to {\displaystyle {\mathcal {R}}} jest pierścieniem, lecz nie σ-pierścieniem zbiorów.
Jeśli nie wymaga się, aby zbiór uniwersalny był mierzalny, to do zbudowania teorii miary i całki zamiast σ-ciał można wykorzystać σ-pierścienie. Każde σ-ciało jest σ-pierścieniem, lecz σ-pierścień nie musi być σ-ciałem.
Każdy σ-pierścień indukuje σ-algebrę: jeżeli {\displaystyle {\mathcal {R}}} jest σ-pierścieniem nad zbiorem {\displaystyle X,} to rodzina wszystkich podzbiorów {\displaystyle X,} które są elementami {\displaystyle {\mathcal {R}},} bądź których dopełniania są elementami {\displaystyle {\mathcal {R}}} jest σ-algebrą nad zbiorem {\displaystyle X.}